# 267e régiment d'infanterie
Le 267e régiment d'infanterie (267e RI) est un régiment d'infanterie de l'Armée de terre française constitué en 1914 avec les bataillons de réserve du 67e régiment d'infanterie.
À la mobilisation, chaque régiment d'active créé un régiment de réserve dont le numéro est le sien plus 200.

## Création et différentes dénominations
- 1914 : création du 267e régiment d'infanterie
- 1917 : dissolution

## Historique des garnisons, combats et batailles du267eRI

### Première Guerre mondiale

#### Affectation
Le 267e RI était un régiment de réserve rattaché au 67e Régiment d'Infanterie — il reprend sa numérotation dans la série 200 — avec pour points communs le lieu de recrutement et de garnison. En 1914, année de sa création, il est en casernement à Soissons, dans l'Aisne. Composé de deux bataillons, il appartient alors à la 69e division d'infanterie (général Legros) de la 5e Armée du général Franchet d'Esperey.
Durant le conflit, il fait partie du front défensif qui couvre l'aile gauche de l'armée française.

#### 1914
En 1914, il participe à plusieurs batailles dans l'Aisne (Soire-sur-Sambre le 22 août, Guise les 28 et 29 août) qui couvrent la retraite des 3e et 4e armée, devant l'offensive allemande qui traverse la Belgique.
Début novembre, on le retrouve à Soupir, entre Laon et Soissons, lorsque les troupes allemandes entament la course à la mer afin de déborder l'armée française par l'ouest. 

#### 1915
En 1915, il est sur le Chemin des Dames, à Cys-la-Commune.

#### 1916
L'année suivante, le 267e est engagé dans la bataille de Verdun. Il se trouve sur le Mort-Homme entre le 11 avril et le 3 juin. En juillet 1916, on lui adjoint un troisième bataillon, issu du 254e régiment d'infanterie. 

#### 1917
Le 16 avril 1917, il participe à l'attaque sur Berry-au-Bac, dans l'Aisne, puis aux opérations qui ont permis le dégagement de Verdun à Bois-le-Chaume, le 8 septembre.
Exsangue, le 267e est, comme beaucoup d'autres régiments, dissous quelques jours plus tard.

## Drapeau
Batailles inscrites sur le drapeau :
- L'Aisne 1914
- Verdun 1916-1917